# Presbytère de Lamentin
Le presbytère de Lamentin est un bâtiment de Lamentin sur l'île de Basse-Terre dans le département de la Guadeloupe en France. Œuvre de l'architecte Ali Tur réalisée en 1931, le bâtiment est classé aux monuments historiques en 2017.

## Historique
Tous les principaux bâtiments de la ville sont fortement endommagés par l'ouragan Okeechobee en septembre 1928. Le Ministère des Colonies confie la reconstruction des bâtiments civils et religieux à l'architecte Ali Tur qui s'attache tout particulièrement à l'homogénéité urbanistique et au style dans le centre-ville de Lamentin. Cette commune regroupe la plus forte densité des œuvres de cet architecte édifiées en Guadeloupe avec l'hôtel de ville, la justice de paix, le groupe scolaire, les square et monument aux morts, le marché et enfin l'église de la Sainte-Trinité auquel est rattaché le presbytère. Les travaux sont terminés en 1931. Le presbytère remplace ainsi l'ancien presbytère qui avait été reconstruit en 1892.
Le presbytère de l'église de la Sainte-Trinité de Lamentin est inscrit le 28 août 2009 (annulé) puis classé aux monuments historiques par l'arrêté du 8 juin 2017. Du fait de son époque de construction et de son importance architecturale, il bénéficie également du label « Patrimoine du XXe siècle ».

## Architecture
Le bâtiment rectangulaire en béton armé comprend un rez-de-chaussée et un étage, tous deux entourés d'une galerie, avec un balcon arrondi à l'étage, et couvert par un toit plat en débord pour offrir de l'ombre à la façade.
La façade est symétrique et possède des galeries aux angles arrondis mais les poteaux sont eux carrés. Le bâtiment compte trois travées aux galeries superposées.